# Vale de São Domingos
Vale de São Domingos är en kommun i Brasilien.   Den ligger i delstaten Mato Grosso, i den centrala delen av landet, 1 200 km väster om huvudstaden Brasília. Antalet invånare är 3 058.
Omgivningarna runt Vale de São Domingos är huvudsakligen savann. Trakten runt Vale de São Domingos är nära nog obefolkad, med mindre än två invånare per kvadratkilometer.